# Berhtgisl
Berhtgisl, Brigilsus ou Boniface est un prélat anglo-saxon de la deuxième moitié du VIIe siècle. Il est le troisième évêque des Angles de l'Est, de 652 ou 653 à sa mort, en 669 ou 670.

## Biographie
D'après l'Histoire ecclésiastique du peuple anglais de Bède le Vénérable, Berhtgils, « surnommé Boniface », est originaire du royaume de Kent. Il est ordonné évêque des Angles de l'Est par l'archevêque Honorius de Cantorbéry après la mort de Thomas, survenue en 652 ou 653. Il occupe l'évêché pendant dix-sept ans, jusqu'à sa propre mort, en 669 ou 670. Son successeur, Bifus, est ordonné par l'archevêque Théodore de Cantorbéry.